# Christoph Ludwig Göckel

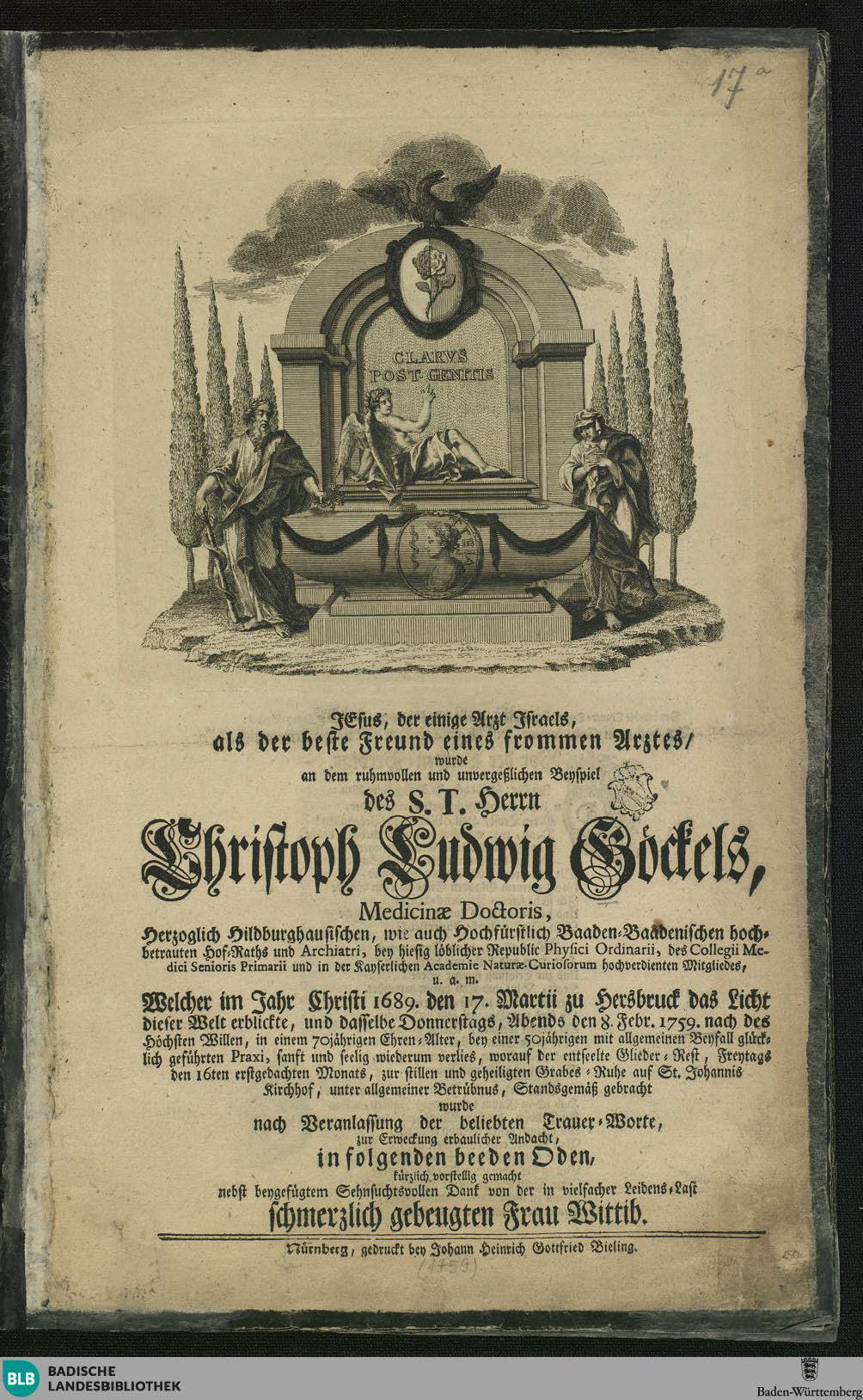
Christoph Ludwig Göckel

Christoph Ludwig Göckel (* 17. März 1689 in Hersbruck; † 8. Februar 1759) war ein deutscher Mediziner und Mitglied der Gelehrtenakademie Leopoldina.

## Leben
Christoph Ludwig Göckel wurde als Sohn des Arztes Christian Ludwig Göckel und dessen Ehefrau, Dorothea Felicitas Göckel, geboren. Christoph Ludwig Göckel war Leibarzt des Markgrafen von Baden und Stadtphysicus sowie Hofrat der freien Reichsstadt Nürnberg.
Am 9. Oktober 1715 wurde er unter der Matrikel-Nr. 318 mit dem akademischen Beinamen PHILOSTORGIUS als Mitglied in die Leopoldina aufgenommen.
Der Vater Christoph Ludwig Göckels, Christian Ludwig Göckel, war Mitglied der Leopoldina. Christoph Ludwig Göckels Schwiegervater war der Arzt und Direktor der Leopoldina, Michael Friedrich von Lochner, seine Schwiegermutter war Anna Maria Lochner. Christoph Ludwig Göckel hatte drei Söhne, Christian Friedrich, Heinrich Lorenz und Justus Jakob.

## Veröffentlichungen
- Georg Wolfgang Wedel und Christoph Ludwig Göckel (1708): Dissertation Medica de Incubo. Jena: Litteris Krebsianis.
- Georg Wolfgang Wedel und Christoph Ludwig Göckel (1710): Propempticon inaugurale de quaesitis per Urim et Thummim. Jena: Litteris Krebsianis (teilw. hebräisch) Digitalisat
- Brief an Christoph Jacob Trew (2. August 1727): Digitalisat
- Brief an Christoph Jacob Trew (15. Januar 1738): Digitalisat
- Brief an Christoph Jacob Trew (ca. 1750): Digitalisat